# Cathédrale de Tous-les-Saints de Camden Town
Cette  cathédrale ne doit pas être confondue avec une autre cathédrale de Londres.
 D’autres cathédrales portent le nom de cathédrale de Tous-les-Saints.
La cathédrale de Tous-les-Saints de Camden Town (en anglais : All Saints, Camden Town) est une église grecque orthodoxe située dans le quartier de Camden Town à Londres, en Angleterre. 
Elle a été construite pour l'Église d'Angleterre, mais elle est maintenant une église orthodoxe grecque, sous le nom d'Église grecque orthodoxe de Tous-les-Saints. Elle est située à la jonction des rues de Camden et de Pratt.

## Source
- (en) Cet article est partiellement ou en totalité issu de l’article de Wikipédia en anglais intitulé « All Saints, Camden Town » (voir la liste des auteurs).